# Alberto Ammann
Alberto Ammann Rey (Córdoba, Argentina; 20 de octubre de 1978) es un actor argentino nacionalizado español, que ha desempeñado diferentes papeles en cine, televisión y teatro. Se destaca en el papel protagónico de la película española Celda 211 (2009), por el cual obtuvo el Premio Goya al mejor actor revelación, y su actuación en la serie Narcos (2015-2017).

## Primeros años
Alberto Ammann nació en Córdoba (Argentina), hijo del político, periodista y escritor Luis Alberto Ammann y de Nélida Rey. En 1978, con un mes de edad, se trasladó con sus padres a Madrid y luego a Las Palmas de Gran Canaria, debido a la última dictadura cívico-militar argentina que se vivía en el país por ese entonces, retornando a Argentina en 1982. Años después, volvió a España para realizar sus estudios. Ha recibido formación como actor en la escuela de Juan Carlos Corazza, también estudió en el Seminario de Teatro Jolie Libois, ubicado en la provincia de Córdoba, teniendo como profesores a Rubén Andalor, Willy Ianni y Ricky Ceballos.

## Actividad profesional
En febrero de 2010, en la XXIV gala de los Premios Goya, obtuvo el premio al mejor actor revelación, por su actuación en la película Celda 211, siendo su debut cinematográfico. Posteriormente, participó en los largometrajes Lope (2010) de Andrucha Waddington y Eva (2011) de Kike Maillo. En septiembre de 2010 rodó en París un anuncio para la marca Chanel junto a la actriz británica Keira Knightley, el cual se estrenó en marzo de 2011.
En 2012 estrenó Invasor de Daniel Calparsoro. Un año más tarde protagonizó las películas Tesis sobre un homicidio y Combustión. Además, participó en el largometraje hispano-estadounidense Mindscape de Jorge Dorado. Posteriormente, estrenó la película argentina Betibú (2014) y el largometraje La deuda (2015).
En 2015 fichó por la serie original de Netflix Narcos, interpretando a Hélmer Herrera, el cuarto al mando dentro del cartel de Cali. Tras participar de un modo recurrente en las dos primeras temporadas, tuvo un papel principal en la tercera tanda de episodios. En 2016 comenzó a interpretar a Javier Delgado en Marte, la serie producida por National Geographic, durante sus dos temporadas. En 2018 protagonizó la serie de Antena 3 Apaches, junto a Verónica Echegui y participó como secundario en la serie complementaria de Narcos, Narcos: México, en la que ha participado en sus tres temporadas.
En septiembre de 2017 fundó junto a Clara Méndez-Leite la Escuela para el Arte del Actor en el madrileño barrio de Malasaña. La escuela cuenta con un pequeño teatro con 45 localidades. A finales de 2017 Ammann y Méndez-Leite también se hicieron cargo del Teatro de las Culturas (anteriormente llamado Teatro del Arte) en el madrileño barrio de Lavapiés. El teatro fue inaugurado con el monólogo Qué varas mae del actor costarricense Leynar Gómez.
En 2020 protagonizó la película de Martín Desalvo El silencio del cazador, por la que obtuvo en el Festival de Cine de Málaga la Biznaga de Plata a la mejor interpretación masculina (ex aequo con Pablo Echarri). Un año más tarde, fue uno de los protagonistas de la película argentina El año de la furia. Ese mismo año se confirmó su papel protagónico para la serie original de Netflix en España La noche más larga.

## Trayectoria

### Cine
| Año  | Título                     | Personaje            | Director                                 |
| ---- | -------------------------- | -------------------- | ---------------------------------------- |
| 2009 | Celda 211                  | Juan Oliver          | Daniel Monzón                            |
| 2010 | Lope                       | Félix Lope de Vega   | Andrucha Waddington                      |
| 2011 | Eva                        | David Garel          | Kike Maillo                              |
| 2012 | Invasor                    | Pablo                | Daniel Calparsoro                        |
| 2013 | Tesis sobre un homicidio   | Gonzalo Ruiz Cordera | Hernán Goldfrid                          |
| 2013 | Combustión                 | Navas                | Daniel Calparsoro                        |
| 2013 | Mindscape                  | Tom Ortega           | Jorge Dorado                             |
| 2014 | Betibú                     | Mariano Saravia      | Miguel Cohan                             |
| 2015 | La deuda                   | Ricardo              | Barney Elliott                           |
| 2017 | Lazaro: An Improvised Film | Tino                 | Andrés del Caño y Luis Antonio Pérez     |
| 2020 | El silencio del cazador    | Orlando Venneck      | Martín Desalvo                           |
| 2021 | El año de la furia         | Diego                | Rafa Russo                               |
| 2023 | Upon Entry (La Llegada)    | Diego Hernández      | Alejandro Rojas y Juan Sebastián Vásquez |
| 2024 | Disco, Ibiza, Locomia      | José Luis Gil        | Kike Maillo                              |
| 2024 | Justicia artificial        | Alex                 | Simón Casal                              |

### Televisión
| Año         | Título                | Personaje      | Notas        |
| ----------- | --------------------- | -------------- | ------------ |
| 2008        | Plan América          | Capitán Mateo  | 1 episodio   |
| 2010        | No soy como tú        | Alberto        | 2 episodios  |
| 2015 - 2017 | Narcos                | Pacho Herrera  | 20 episodios |
| 2016 - 2018 | Marte                 | Javier Delgado | 12 episodios |
| 2018        | Apaches               | Miguel         | 12 episodios |
| 2018 - 2021 | Narcos: México        | Pacho Herrera  | 9 episodios  |
| 2020        | Relatos con-fin-a-dos | Carlos         | 1 episodio   |
| 2022        | La noche más larga    | Hugo           | 6 episodios  |
| 2024        | Griselda              | Alberto Bravo  | 1 episodio   |
| 2025        | Atrapados             | Leo Mercer     | 6 episodios  |

### Teatro
- Las brujas de Salem (dirigida por Ricardo Ceballos)
- Paria (dirigida por Guillermo Ianni)

## Premios y nominaciones
Premios Goya
| Año  | Categoría                                   | Trabajo    | Resultado |
| ---- | ------------------------------------------- | ---------- | --------- |
| 2010 | Mejor actor revelación                      | Celda 211  | Ganador   |
| 2024 | Mejor interpretación masculina protagonista | La llegada | Nominado  |

Premios Sant Jordi
| Año  | Categoría                        | Trabajo    | Resultado |
| ---- | -------------------------------- | ---------- | --------- |
| 2023 | Mejor actor en película española | La llegada | Ganador   |

Unión de Actores y Actrices
| Año  | Categoría                               | Trabajo        | Resultado |
| ---- | --------------------------------------- | -------------- | --------- |
| 2010 | Mejor actor revelación                  | Celda 211      | Ganador   |
| 2019 | Mejor actor en producción internacional | Narcos: México | Ganador   |
| 2024 | Mejor actor protagonista de cine        | La llegada     | Nominado  |

Festival de Málaga de Cine Español
| Año  | Categoría                                            | Trabajo                 | Resultado |
| ---- | ---------------------------------------------------- | ----------------------- | --------- |
| 2020 | Biznaga de Plata a la mejor interpretación masculina | El silencio del cazador | Ganador   |

Medallas del Círculo de Escritores Cinematográficos
| Año  | Categoría        | Trabajo   | Resultado |
| ---- | ---------------- | --------- | --------- |
| 2009 | Actor revelación | Celda 211 | Nominado  |
| 2010 | Mejor actor      | Lope      | Nominado  |

Fotogramas de Plata
| Año  | Categoría                          | Trabajo                            | Resultado |
| ---- | ---------------------------------- | ---------------------------------- | --------- |
| 2011 | Intérprete más buscado en internet | Intérprete más buscado en internet | Nominado  |